# Купер Гефнер
Купер Бредфорд Гефнер (англ. Cooper Bradford Hefner; нар. 4 вересня 1991, Лос-Анджелес) — американський бізнесмен, учитель, публіцист, активіст і резервіст Повітряних сил США.
Обіймав посаду головного креативного директора і керував відділом з питань глобальних партнерств в Playboy Enterprises, компанії заснованої його батьком Г'ю Гефнером. Купер також був засновником і першим генеральним директором стартап-компанії Hop.

## Раннє життя
Гефнер народився 4 вересня 1991 року в Лос-Анджелесі, штат Каліфорнія, в сім'ї Г'ю Гефнера (1926—2017) і Кімберлі Конрад. Він виріс в маєтку, що знаходиться в безпосередній близькості з маєтком Playboy Mansion, купленим батьком після розлучення. Гефнер закінчив школу Ojai Valley School у 2009 році й отримав ступінь бакалавра в Університеті Чепмена у 2015 році.

## Кар'єра
Гефнер почав працювати в Playboy Enterprises, Inc.⁣ ще під час навчання в коледжі. На початку 2016 року Гефнер, залишив компанію через розбіжності з тодішнім генеральним директором Скоттом Фландерсом щодо напрямку, в якому рухалася компанія. Потім Гефнер почав редагувати, писати та публікувати статті, зосереджені на політиці, культурі та філософії.
У 2016 році Гефнер заснував медіастартап Hop (Hefner Operations & Productions), орієнтований на створення контенту та висвітленні соціальних подій для міленіалів. Згодом повернувся в Playboy і був призначений креативним директором компанії в липні 2016 року, коли його батько залишив цю посаду. У лютому 2017 року Гефнер оголосив, що зображення оголеного тіла повернуться до журналу, заявивши, що проблема полягала саме в неправильному поданні оголених зображень, а не в самій оголеності. Гефнер також вирішив розмістити свою приятельку як першу трансгендерну модель у центральній частині випуску Playboy за листопад.
Зо оцінками Forbes, прибутки Playboy за 2017 рік зросли більш ніж на 39 % у порівнянні з минулим роком після повернення Гефнера в компанію, де він працював над розвитком стратегічних та прибуткових ділових відносин, щоб зменшити витрати в компанії. 1 січня 2018 року The Wall Street Journal повідомив, що контрольний акціонер Playboy Enterprises, Inc. — приватна акціонерна компанія Rizvi Traverse — розглядає можливість припинення друкованого видання Playboy Magazine в США, і процитував Бена Кона(керівного партнера Rizvi) який заявив, що протягом останніх років журнал щорічно втрачав близько 7 мільйонів доларів. Гефнера віднесли в список The Folio: 100 у 2017 році за його внесок у журнальну медіаіндустрію, а також у список Forbes 30 Under 30 за 2018 рік.
У січні 2019 року Гефнер обіймав посаду керівника з питань глобального партнерства Playboy Enterprises. На цій посаді він більше приділяв уваги доходам та розвитку бізнесу, а не керуванню контентом та медіа.
12 квітня 2019 року генеральний директор Playboy Enterprises Бен Кон підтвердив, що Гефнер залишить свою керівну посаду в Playboy, щоб запустити власний медіабренд Hefner Media Corporation і платформу цифрового контенту під назвою HefPost. Пізніше, вже покинувши Playboy, у липні 2019 року, через сторінки в Instagram та Twitter Гефнер поділився інформацією, що його нова платформа цифрового контенту буде називатися StagDaily.
У грудні 2019 року Гефнер призупинив плани зі створення медіакомпанії та платформи цифрового контенту, а замість цього вирішив вступити до ВПС США. Раніше він уже був членом військового резерву штату Каліфорнія.
Гефнер викладає в Університеті Чепмена, де також входить до ради директорів.
Також відомо, що Гефнер розглядав можливість балотуватися в Конгрес у 37-му виборчому окрузі Каліфорнії у 2016 році. А у липні 2020 року Гефнер оголосив про початок своєї виборчої кампанії у Сенат Каліфорнії, де він планує представляти демократичну партію США.

## Особисте життя
У 2015 році Гефнер заручився з британською актрисою Скарлет Бірн. 4 листопада 2019 року Гефнер і Бірн оголосили, що офіційно одружилися.
10 березня 2020 року стало відомо, що молодята, чекають на першу дитину. 24 серпня 2020 року у подружжя з'явилася дочка Бетсі Роуз Гефнер. 25 листопада 2021 року Бірн і Гефнер оголосили, що чекають на близнюків.